# Levigação
Levigação é um método de separação de misturas heterogêneas de sólidos. Quando uma mistura se forma por substâncias sólidas de densidades diferentes, pode-se utilizar uma corrente de água para separá-las. É o caso do ouro, que nos garimpos normalmente é encontrado junto a uma porção de terra ou areia.
Usa-se uma rampa de madeira ou uma bacia em que se passa uma corrente de água que serve para separar essas substâncias. A parte mais leve a terra é carregada pela água, enquanto a com maior densidade (o ouro) fica depositada no fundo. Esse processo de separar substâncias de maior densidade de outras de menor densidade utilizando água (ou outro líquido) corrente é a levigação.
Geralmente é mais comum ocorrer entre metais pesados, por isso cita-se acima o ouro.
Outro exemplo que pode ser citado, é a separação de pedras e folhas. Utilizando a água, as folhas, por possuírem menor densidade, flutuam sobre a água, separando-se das pedras.
Um método de levigação que é conhecido pelos garimpeiros é a churragem, no qual eles adicionam mercúrio ao invés de água. O uso de Hg, no entanto, é ecologicamente incorreto porque é tóxico.
Este processo é utilizado nos garimpos onde o garimpeiro com uma peneira procura o ouro no fundo dos rios. O ouro fica misturado com a terra ou areia, e com a ajuda da água corrente, geralmente rios, a terra (menos denso) vai embora com a água e o ouro fica retido na peneira (mais denso).